# Claude Nozerine
Claude Nozerine, né à Brioude en 1804 et mort à Remiremont en 1878, est un peintre et enseignant français.

## Biographie
Jeune homme, Claude Nozerine se rend à Paris et est élève du baron Gros ; il entre dans l'atelier de Gros en 1828,,. 
Il effectue ensuite un voyage à Rome et demeure quelque temps à la villa Médicis. Vers 1830, il arrive à Remiremont où il épouse Antoinette Serrier.
En 1839, il expose deux tableaux à la Société des beaux-arts de la ville de Mulhouse : Pont près de Remiremont et La Montagne du Saint-Mont. De 1841 à 1866, il est professeur de dessin au collège de Remiremont ; parallèlement, il donne des cours à l'école gratuite de dessin linéaire des apprentis de la ville. À son enseignement se forment de nombreux peintres et dessinateurs locaux comme Antoine Marchal, Victor Jacquot, Jules Bertrand et Henry Guingot, père de Louis Guingot, et aussi Ernest Wittmann.
Seul un nombre restreint de ses œuvres nous sont parvenues. Plusieurs d'entre elles sont conservées au musée Charles-de-Bruyères de Remiremont. Son Sabbat à Mabichon fut exposé en 1973 à Paris à la Bibliothèque nationale de France lors d'une rétrospective sur la sorcellerie. Une exposition rétrospective lui a été consacrée à Remiremont en 1978 à l'occasion du centième anniversaire de sa mort.

Œuvres de Claude Nozerine
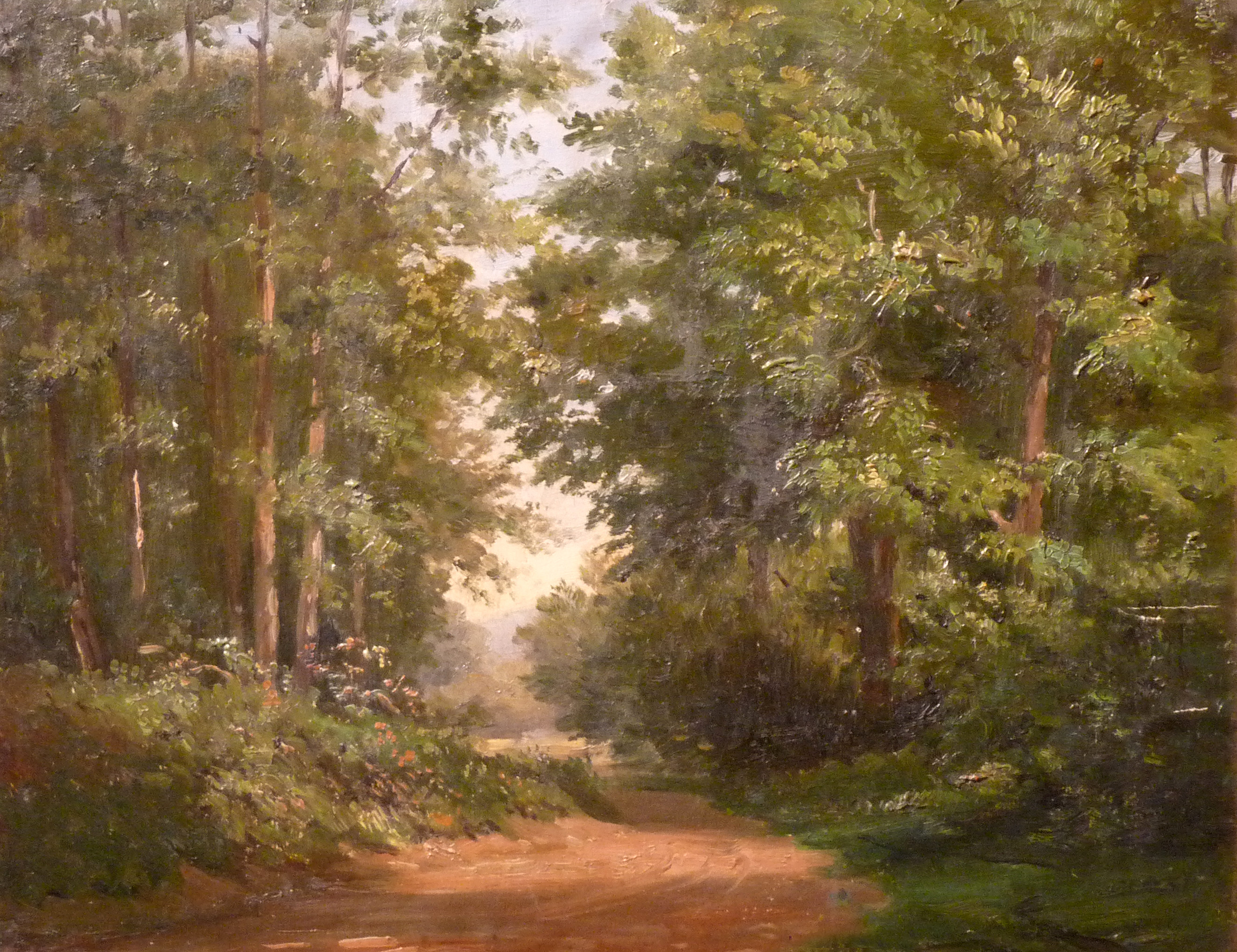
Forêt du Girmont, Remiremont, musée Charles-de-Bruyères.
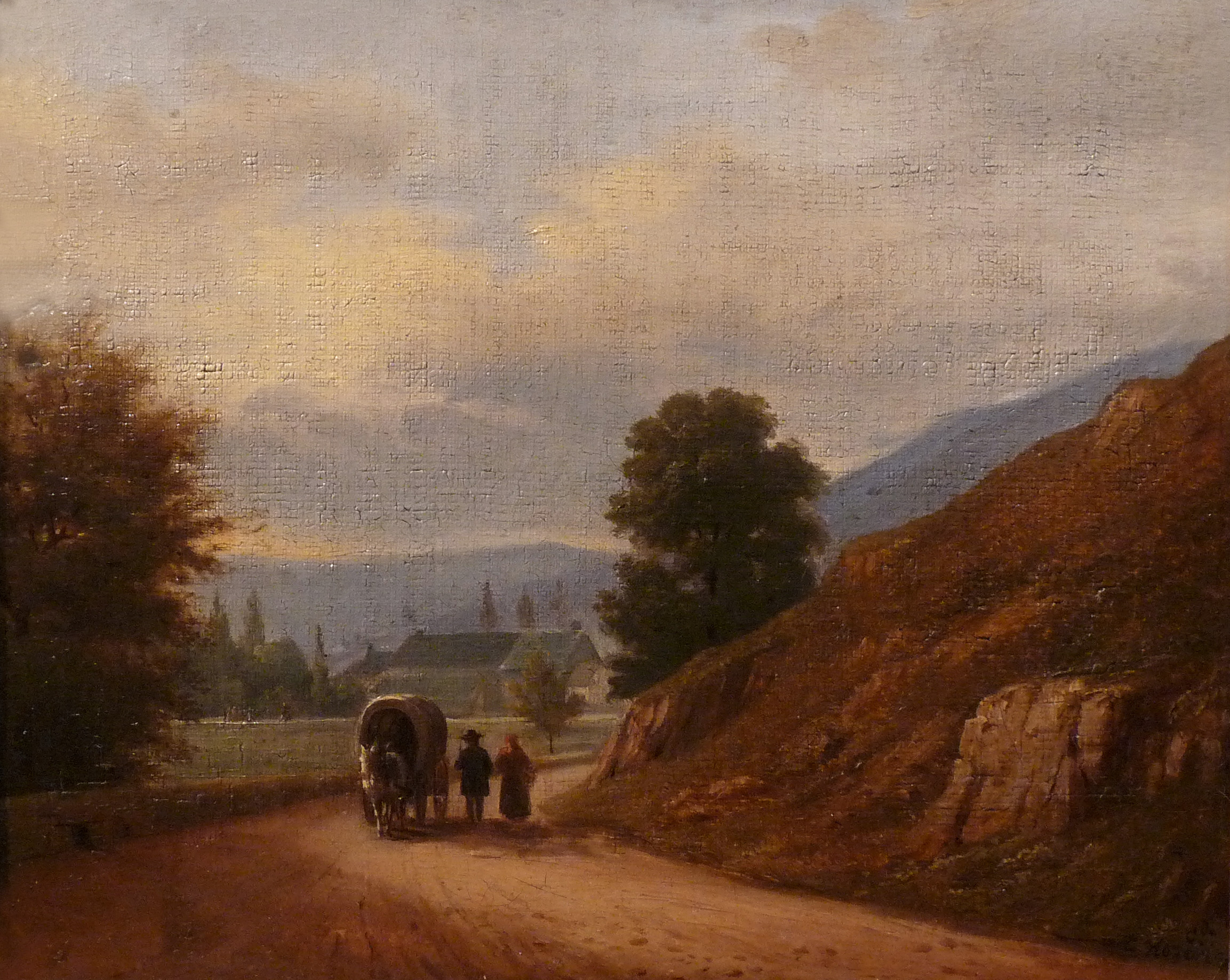
La Diligence, Remiremont, musée Charles-de-Bruyères.
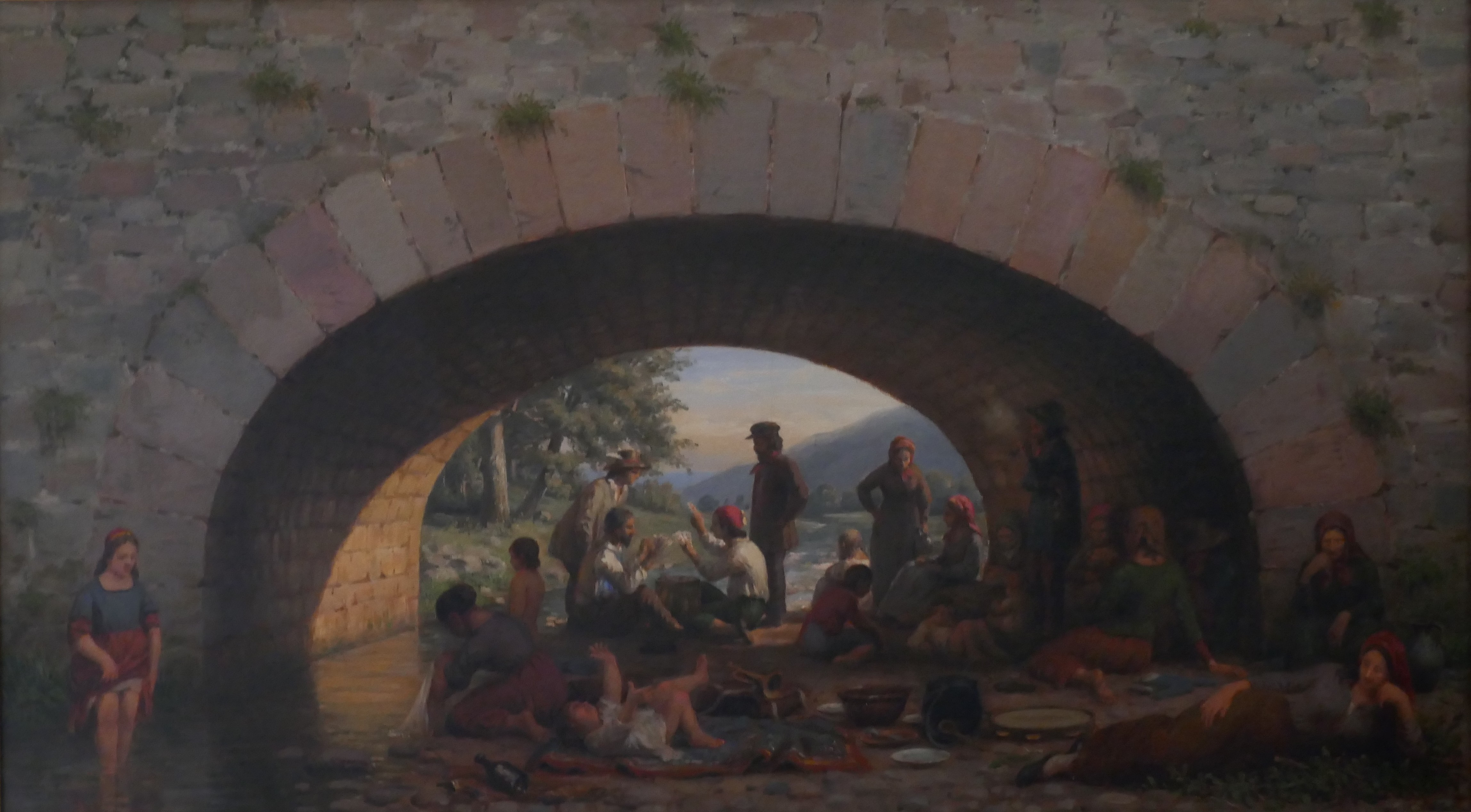
Famille de Bohémiens (1832), localisation inconnue.
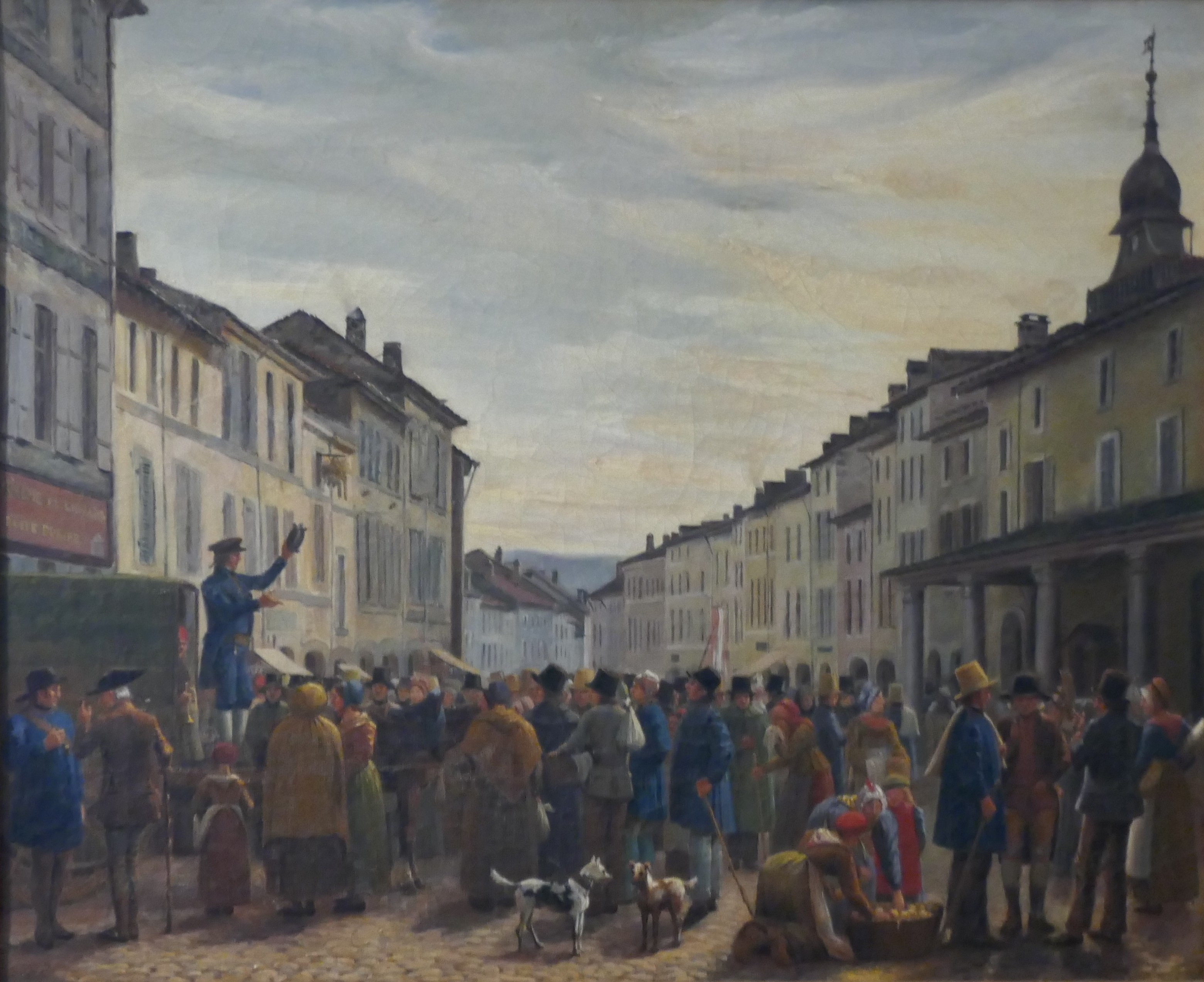
Un jour de marché à Remiremont (1834), localisation inconnue.